# Kunoy, Mikladalur i Húsar (gmina)
Kunoy, Mikladalur i Húsar (far. Kunoyar, Mikladals og Húsa sókna kommuna) - historyczna gmina na Wyspach Owczych, zamorskim terytorium zależnym Danii, położonym na Oceanie Atlantyckim. Istniała w latach 1908–1931.
Gmina obejmowała teren wysp Kunoy oraz Kalsoy. Zajmowała obszar około 65,6 km².

## Historia
W roku 1872 na powstała Norðoya Prestagjalds kommuna, z której w 1908 wydzieliły się trzy inne gminy: Klaksvík, Viðareiði, Fugloy i Svínoy oraz Kunoy, Mikladalur i Húsar. Gmina Norðoyar przestała wówczas istnieć. Po trzydziestu trzech latach Kunoyar, Mikladals og Húsa sókna kommuna została podzielona na trzy mniejsze jednostki - Kunoy, Mikladalur oraz Húsar.

## Miejscowości wchodzące w skład gminy Kunoy, Mikladalur i Húsar
| Miejscowość | Wcześniejsza przynależność | Rok przyłączenia | Późniejsza przynależność | Rok odłączenia |
| ----------- | -------------------------- | ---------------- | ------------------------ | -------------- |
| Haraldssund | gmina Norðoyar             | 1908             | gmina Kunoy              | 1931           |
| Húsar       | gmina Norðoyar             | 1908             | gmina Húsar              | 1931           |
| Kunoy       | gmina Norðoyar             | 1908             | gmina Kunoy              | 1931           |
| Mikladalur  | gmina Norðoyar             | 1908             | gmina Mikladalur         | 1931           |
| Syðradalur  | gmina Norðoyar             | 1908             | gmina Húsar              | 1931           |
| Trøllanes   | gmina Norðoyar             | 1908             | gmina Mikladalur         | 1931           |